# エミリー・ヴァンキャンプ
エミリー・ヴァンキャンプ（Emily VanCamp, 1986年5月12日 - ）は、カナダの女優。

## 生い立ち
カナダのオンタリオ州ポートペリー で、4姉妹のうちの3番目として生まれる。父親は動物栄養士、母親は水泳インストラクター。姉にケイティとアリソン、妹にモリーがいる。3歳の頃からバレエを習い始め、6歳の時、ジャズダンス、ヒップホップダンスといった各種あるダンスへと広げていく。12歳でさらにバレエを学ぶためケベック州モントリオールにあるエコール・シュペリウール・ドゥ・バレエ・デュ・ケベック（École supérieure de ballet du Québec）に入学。もともとはバレリーナを目指していたが、姉ケイティがバレリーナのセリア役として出演する映画『Ladies Room』のセットを訪れたことをきっかけに役者になろうと決意する。やがて演技のクラスで学ぶ。両親が、タレント・エージェントを探し、そしていくつかのコマーシャルに登場。ほどなくして、2000年のカナダのホラーテレビドラマ『Are You Afraid of the Dark?』、また、米国CBSのテレビ映画『Jackie Bouvier Kennedy Onassis』に出演を果たす。
2002年、米国The WBのホラーミステリーテレビドラマ『ルール4』（日本では3話を収めて構成した、テレビ映画形式）で初めてとなるレギュラー出演を果たすが、途中の9話で打ち切られる。しかし、関係者の注目を集めていたことからThe WBのテレビドラマ『エバーウッド 遥かなるコロラド』のエイミー・アボット役に繋がる。
彼女の出演作品で最もよく知られているのはテレビドラマ『エバーウッド 遥かなるコロラド』でのエイミー・アボット役。同役でティーン・チョイス・アワードに4回ノミネートされた。2007年から2010年までABCテレビドラマ『ブラザーズ&シスターズ』に計75話出演、レベッカ・ハーパー役を演じた。映画ではエミリー役で『ザ・リング2』に出演。2011年からテレビドラマ『リベンジ』で主演。

## 私生活
フランス語（ケベック・フランス語）、英語、そしてスペイン語もできる。
『エバーウッド 遥かなるコロラド』で兄を演じたクリス・プラットは元恋人である。2012年より『リベンジ』の共演者ジョシュ・ボウマンと交際、2018年に結婚した。

## フィルモグラフィー

### 映画
| 年   | 題名                                                                            | 役名                                | 備考           | 吹替         |
| ---- | ------------------------------------------------------------------------------- | ----------------------------------- | -------------- | ------------ |
| 2001 | 翼をください Lost and Delirious                                                 | アリソン・モラー                    |                |              |
| 2002 | ノー・グッド・シングス No Good Deed                                             | コニー                              |                |              |
| 2004 | シャロン・ストーン in シークレット・スパイ A Different Loyalty                  | ジェン・タイラー                    | 日本劇場未公開 |              |
| 2005 | Rings                                                                           | エミリー                            | 短編映画       | N/A          |
| 2005 | ザ・リング2 The Ring Two                                                        | エミリー                            |                | 甲斐田裕子   |
| 2007 | Black Irish                                                                     | キャスリーン・マッケイ              |                | N/A          |
| 2009 | フェーズ6 Carriers                                                              | ケイト                              |                | 小笠原亜里沙 |
| 2010 | Norman                                                                          | エミリー・ハリス                    |                | N/A          |
| 2014 | キャプテン・アメリカ/ウィンター・ソルジャー Captain America: The Winter Soldier | ケイト / エージェント13             |                | 御沓優子     |
| 2015 | The Girl in the Book                                                            | アリス・ハーヴィー                  |                | N/A          |
| 2016 | シビル・ウォー/キャプテン・アメリカ Captain America: Civil War                  | シャロン・カーター / エージェント13 |                | 御沓優子     |
| 2016 | Boundaries                                                                      | エミリー・プライス                  |                | N/A          |
| 2023 | Miranda's Victim                                                                | アン・ウィアー                      |                |              |

### テレビ
| 年        | 題名                                                                            | 役名                                    | 備考                                                              | 吹替       |
| --------- | ------------------------------------------------------------------------------- | --------------------------------------- | ----------------------------------------------------------------- | ---------- |
| 2002      | ルール4 Glory Days                                                              | サム・ドラン                            | メインキャスト 計9話出演                                          |            |
| 2002-2006 | エバーウッド 遥かなるコロラド Everwood                                          | エイミー・アボット                      | メインキャスト 計89話出演                                         | 小島幸子   |
| 2007      | LAW & ORDER:性犯罪特捜班 Law & Order: Special Victims Unit                      | シャーロット                            | 第8シーズン第14話「ゆるぎない信頼」                               |            |
| 2007-2010 | ブラザーズ&シスターズ Brothers & Sisters                                        | レベッカ・ハーパー                      | シーズン1-4: メインキャスト シーズン5: ゲスト 計75話出演          | 峯香織     |
| 2010      | ベン・ハー Ben Hur                                                              | エスター                                | ミニシリーズ                                                      |            |
| 2011-2015 | リベンジ Revenge                                                                | エミリー・ソーン / アマンダ・クラーク   | 主演 計89話出演                                                   | 芦名星     |
| 2014      | マーベル75年の軌跡 コミックからカルチャーへ! Marvel 75 Years: From Pulp to Pop! | ホスト                                  | テレビスペシャル                                                  | 御沓優子   |
| 2018-2022 | レジデント 型破りな天才研修医 The Resident                                      | ニコレット・“ニック”・ネヴィン          | メインキャスト                                                    | 渋谷はるか |
| 2021      | ファルコン&ウィンター・ソルジャー The Falcon and the Winter Soldier             | シャロン・カーター / パワー・ブローカー | Disney+オリジナル作品                                             | 御沓優子   |
| 2021      | マーベル・スタジオ アッセンブル Marvel Studios: Assembled                       | 本人                                    | ドキュメンタリー 第2話「ファルコン&ウィンター・ソルジャーの裏側」 |            |
| 2021      | ホワット・イフ...? What If...?                                                  | シャロン・カーター                      | 声の出演 第1シーズン第5話「もしも...ゾンビが出たら？」            | 御沓優子   |